# FarmVille
FarmVille is een simulatiespel dat tot 31 december 2020 gespeeld kon worden via een applicatie op Facebook.

## Gameplay
Bij FarmVille is de speler een boer die zijn boerderij onderhoudt. De speler verdient geld en ervaringspunten (XP) door gewassen te oogsten. Eerst moet de grond omgeploegd worden en dan moeten de gewassen ingezaaid worden. Afhankelijk van het gewas, duurt het enkele minuten tot dagen voordat het gewas volledig gegroeid is en geoogst kan worden. De speler hoeft zich geen zorgen te maken over het irrigeren van de gewassen. Als de speler te laat is met het oogsten van de gewassen, zullen deze verdorren en zijn ze niets meer waard.
Als spelers elkaar hebben toegevoegd als Facebookvriend, kunnen ze elkaars buurman of -vrouw worden in FarmVille, met een maximumaantal van 300 buren. Dit levert diverse voordelen op: de spelers kunnen elkaars gewassen bemesten met kunstmest, dit levert beide spelers ervaringspunten op. Ook kunnen ze elkaars kippen voeren of kleine klusjes klaren, zoals het verjagen van ongewenste dieren of het wieden van onkruid. De spelers kunnen elkaar ook dagelijks een cadeautje sturen. Tevens kunnen buren elkaars geproduceerde goederen kopen, die omgezet kunnen worden in brandstof.
FarmVille beperkt zich niet tot het verbouwen van gewassen: spelers kopen ook bomen en dieren. Deze leveren net als de gewassen na verloop van tijd geld op, maar het kost de speler veel minder moeite. Ten slotte zijn er ook nog decoratieve voorwerpen te koop. Deze leveren geen geld op, maar bij het aanschaffen ervan krijgt de speler ervaringspunten.
Als een speler genoeg ervaringspunten heeft behaald, stijgt hij in niveau. Hoe hoger het niveau van de speler is, des te meer gewassen vrijgespeeld worden. De speler komt ook "hogerop" in het spel door bepaalde handelingen uit te voeren en daarmee een lintje te verdienen. Deze handelingen bestaan uit het oogsten van een bepaald aantal gewassen, het bezitten van een bepaald aantal decoratievoorwerpen, enzovoort.
FarmVille kent twee muntsoorten in het spel: de normale munten (coins) en Farm Cash. De speler verdient Farm Cash door een niveau omhoog (maximaal tot level 200) te gaan, door dit te kopen met echt geld of via het kijken naar door FarmVille aangeboden videoadvertenties. Met Farm Cash kan de speler speciale decoratievoorwerpen en voorwerpen die het spel gemakkelijker maken, aanschaffen.

## Wereldrecord
In FarmVille werd het duurste virtuele boerderijdier ooit verkocht. Het ging hierbij om een fazant en bracht 1300 Amerikaanse dollar (1540 euro) op.